# Cattleya percivaliana
La Cattleya percivaliana es una especie de orquídea litofita que pertenece al género de las Cattleya.  

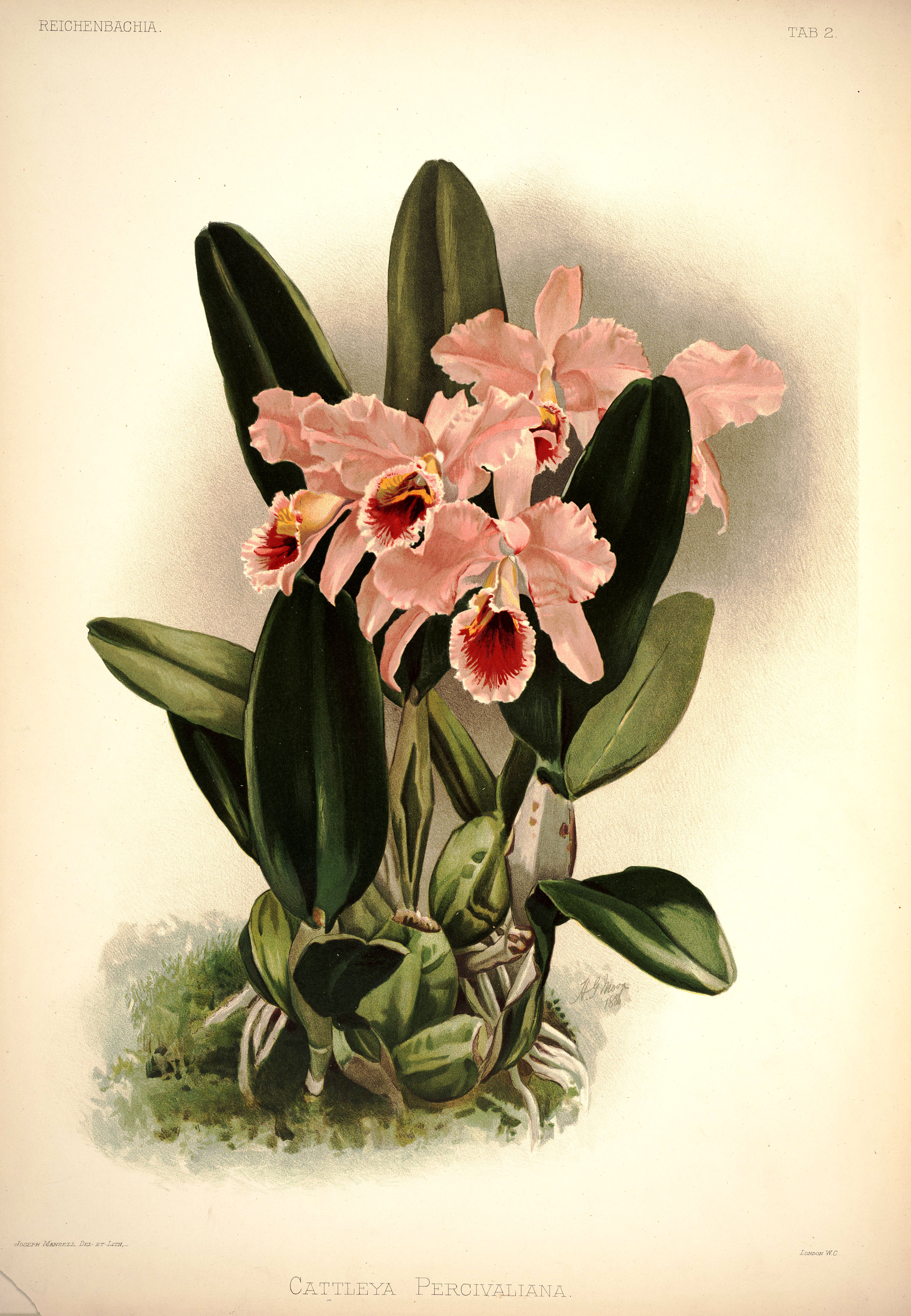
Ilustración

## Descripción
Es una orquídea de tamaño grande, con hábitos de litofita  y con  pseudobulbos   comprimidos verdes que llevan una sola hoja apical, estrechamente oblongo-elíptica, rígida, suberecta- Florece en el verano y durante el invierno en una inflorescencia terminal de 25 cm  de largo, con algunas flores de corta duración, inflorescencia racemosa  que lleva de 2 a 4 fragantes flores mohosas.

## Distribución
Es originaria del Venezuela (se enumeran como de Colombia), que se encuentra a una altitud de 1.300 a 2.000 metros en pleno sol cerca de los ríos.

## Taxonomía
Cattleya percivaliana fue descrita por (Rchb.f.) O'Brien y publicado en The Gardeners' Chronicle & Agricultural Gazette 20: 404. 1883.
Etimología
Cattleya: nombre genérico otorgado en honor de William Cattley orquideólogo aficionado inglés,
percivaliana: epíteto otorgado en honor de Percival.
Sinonimia
- Cattleya labiata var. percivaliana Rchb.f.	[6][7]